# アンヘル・デ・イトゥルビデ・イ・ウアルテ
アンヘル・マリア・ホセ・イニャシオ・フランシスコ・ハビエル・デ・イトゥルビデ・イ・ウアルテ（Ángel María José Ignacio Francisco Xavier de Iturbide y Huarte, 1816年10月2日 ケレタロ - 1872年7月21日 メキシコシティ）は、短命に終わったメキシコ第一帝政の皇帝アグスティン・デ・イトゥルビデと妻のマリア・アナ・ウアルテの間の次男。
1822年6月22日付のメキシコ憲法会議の布告により、9人の兄弟姉妹とともにメキシコ皇子の身分及び殿下の敬称を得た。共和政移行後のメキシコ政府に外交官として採用され、米国のメキシコ領事館に書記官として勤務した。名家出身の米国人女性アリス・グリーン・フォレスト（1836年 - 1892年）と結婚。彼女は南北戦争期の上流社交界で名の知れた美人であり、その祖父は大陸会議メリーランド州代表のユライア・フォレスト、曾祖父はメリーランド州知事ジョージ・プレイターだった。アリスとの間の一人息子アグスティンは、メキシコ第二帝政の皇帝マクシミリアンと養子縁組し、皇帝の後継者に選ばれている。

## 引用・脚注
1. ↑  Digital UANL Studies of the General History of Mexico. VOLUME V[リンク切れ]
2. ↑  M. M. McAllen:Maximilian and Carlota: Europe's Last Empire in Mexico p.199